# 日高大地
日高 大地（ひだか だいち、1986年11月18日 - ）は、元宝塚歌劇団花組の男役。
埼玉県川口市、東京家政大学付属女子高等学校出身。身長173cm。愛称は「ようこ」。血液型はA型。

## 略歴
2004年、宝塚音楽学校に入学。同期には蘭乃はな、真風涼帆、真瀬はるか、天咲千華らがいる。
2006年、 第92期生として宝塚歌劇団に入団。入団時の成績は48人中23位。宙組公演『NEVER SAY GOODBYE』で初舞台。同年5月10日、花組に配属。
2013年12月24日付で宝塚歌劇団を退団。
その後、本名の「森 蓉子」（もり ようこ）としてモデルやバレエ講師などの活動を開始。所属事務所はアミティープロモーション→Satoru Japan。

## 宝塚歌劇団時代の主な舞台出演
- 2006年6月、『ファントム』団員男、新人公演：従者（本役：朝夏まなと）
- 2007年2月、『明智小五郎の事件簿-黒蜥蜴／TUXEED JAZZ』新人公演：書生（三村）（本役：望海風斗）
- 2007年7月、バウワークショップ『ハロー!ダンシング』
- 2007年9月、『アデュー・マルセイユ／ラブ・シンフォニー』新人公演：ポール（本役：白鳥かすが）
- 2008年2月、『蒼いくちづけ』（バウ）チャーリー
- 2008年5月、『愛と死のアラビア／Red Hot Sea』新人公演：アリ・ジム（本役：朝夏まなと）
- 2008年9月、『外伝ベルサイユのばら -アラン編-／エンター・ザ・レビュー』（全国ツアー）
- 2009年1月、『太王四神記 -チュシンの星のもとに-』黒朱雀
- 2009年5月、『オグリ! 小栗判官物語より』（バウ・青年館）
- 2009年7月、『ME and MY GIRL』（梅田芸術劇場）
- 2009年9月、『外伝ベルサイユのばら －アンドレ編－／EXCITER!!』衛兵隊、新人公演：ヴェール（本役：望海風斗）
- 2010年3月、『虞美人 -新たなる伝説-』新人公演：項荘（本役：祐澄しゅん）
- 2010年7月、『麗しのサブリナ／EXCITER!!』エディ、新人公演：ジョルジュ（本役：瀬戸かずや）
- 2010年11月、『メランコリック・ジゴロ -あぶない相続人-／ラブ・シンフォニー』（全国ツアー）
- 2011年2月、『愛のプレリュード／Le Paradis!! -聖なる時間-』新人公演：アダム・ウィーバー（本役：扇めぐむ）
- 2011年6月、『ファントム』従者、新人公演：モーク・レール（本役：扇めぐむ）
- 2011年10月、『カナリア』（梅田芸術劇場・青年館）
- 2012年1月、『復活 －恋が終わり・愛が残った－／カノン』 陪審員、新人公演：カルチンキン（本役：扇めぐむ）
- 2012年4月、『長い春の果てに／カノン』（全国ツアー）
- 2012年7月、『サン＝テグジュペリ－「星の王子さま」になった操縦士（パイロット）－／CONGA!!』新聞記者、新人公演：クレミュー（本役：高翔みず希）
- 2012年11月、『Victorian Jazz』新聞売り（バウ公演）
- 2013年2月、『オーシャンズ11』ジョー、新人公演：チャールズ（本役：彩城レア）
- 2013年6月、『戦国BASARA －真田幸村編－』（東急シアターオーブ）
- 2013年8月、『愛と革命の詩 -アンドレア・シェニエ-／Mr. Swing!』＊退団公演